# جيم ماكناب
جيم ماكناب (بالإنجليزية: Jim McNab)‏ (13 أبريل 1940 - 29 يونيو 2006) هو لاعب كرة قدم بريطاني في مركز الوسط. لعب مع بريستون نورث إيند وستوكبورت كونتي.

## وصلات خارجية
- جيم ماكناب على موقع قاعدة بيانات كرة القدم.إي يو (الإنجليزية)